# De Putten (waterschap)
De Putten is een voormalig waterschap in de provincie Groningen.
Het schap lag in de Delfzijlster Oosterhoek ten noorden van Weiwerd in een smalle strook pal langs de dijk. De polder loosde aanvankelijk met behulp van een molen op het Weiwerdermaar. In 1880 waaide de molen om en vanaf dat moment werd er geloosd op het waterschap De Valgen. Hoewel beide schappen aanvankelijk gescheiden waren door pendammen, werd het op den duur één geheel. Beide waterschappen werden daarom in 1913 samengevoegd.
Waterstaatkundig gezien ligt het gebied sinds 2000 binnen dat van het waterschap Hunze en Aa's.